# Wieża widokowa na Szyndzielni
Wieża widokowa na Szyndzielni – wieża wybudowana przed 1945 r. na Szyndzielni.
Wieża położona jest w Sudetach Środkowych, w południowo-zachodniej części grzbietu wschodniego Gór Bardzkich, na końcu grzbietu odchodzącego od Kłodzkiej Góry w kierunku zachodnim. Wznosi się około 2,8 km na wschód od centrum Kłodzka. Wieża stoi na wzniesieniu, przez które prowadzi żółty szlak z Kłodzka przez schronisko Kukułka do Kłodzkiej Góry.

## Opis
Ceglana wieża widokowa o wysokości 20 m jest niedostępna dla turystów. Na mapie Góry Bardzkie w skali 1:60 000 jest opis obiektu: wieża widokowa i jej znak graficzny.

## Turystyka
Północno-wschodnim zboczem kilkanaście metrów obok wieży prowadzi szlak turystyczny:
- żółty – który prowadzi z dworca PKP Kłodzko Miasto w Kłodzku na Kłodzką Górę.

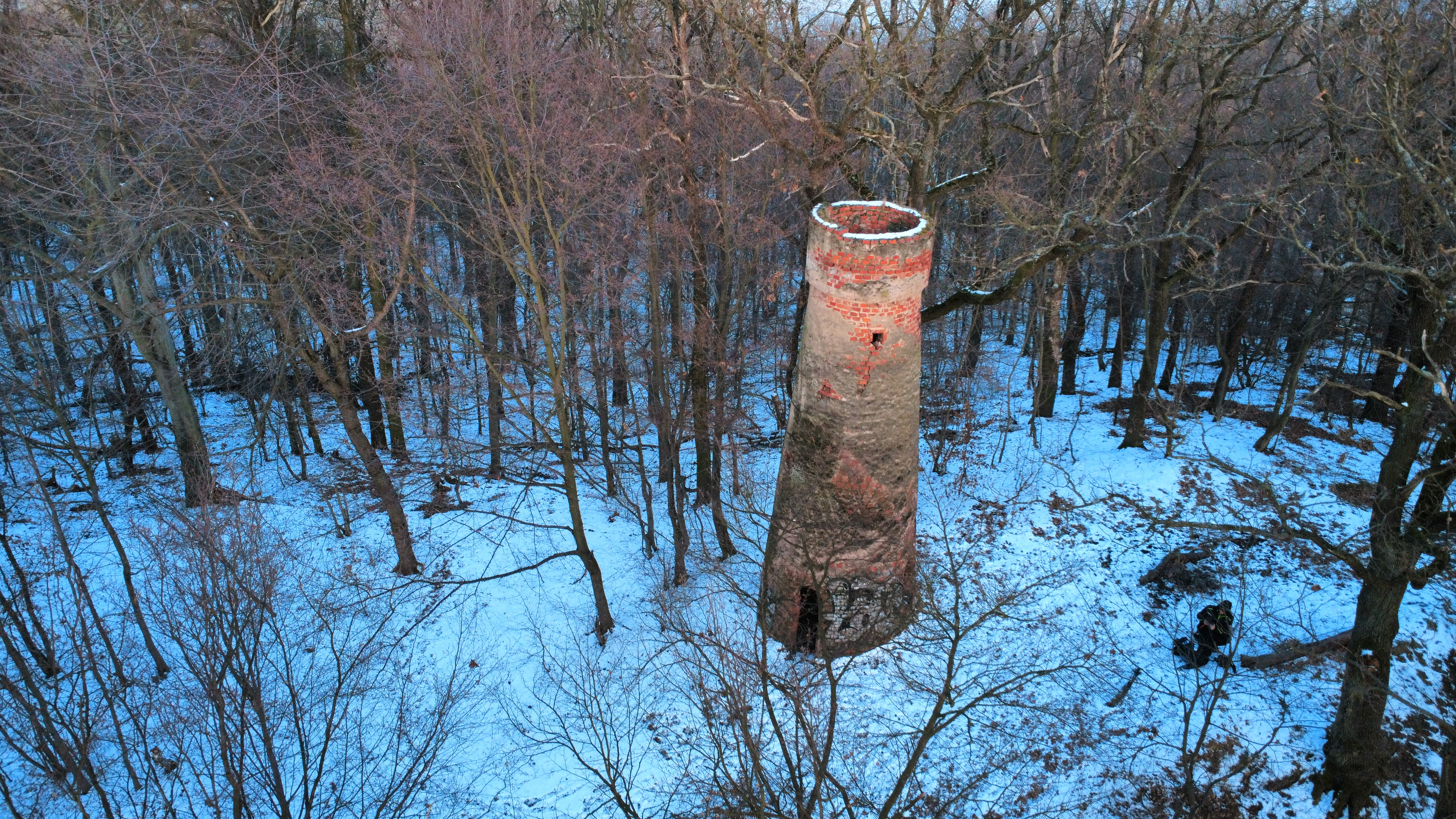
Wieża widokowa na Szyndzielni